# Tran Dai Quang
Tran Dai Quang (Trần Đại Quang; n. 12 octombrie 1956, Kim Sơn⁠(d), Ninh Bình, Vietnam – d. 21 septembrie 2018, Hà Nội, Vietnam) a fost un politician vietnamez care a ocupat funcția de președinte al Vietnamului din 2 aprilie 2016 până la moartea sa pe 21 septembrie 2018. Anterior, a fost ministru al Securității Publice în cabinetul condus de Nguyen Tan Dung (3 august 2011–8 aprilie 2016).